# Peggy Whitson
Peggy Annette Whitson (Mount Ayr, 9 febbraio 1960) è un'astronauta statunitense. Ha partecipato a due missioni di sei mesi (Expedition 5 e Expedition 16) e una terza missione di quasi un anno (Expedition 50/51/52) a bordo della Stazione spaziale internazionale (ISS). Ha ricoperto il ruolo di comandante della ISS durante l'Expedition 16 e l'Expedition 51, accumulando 234 giorni al comando della ISS. Alla conclusione dei suoi tre voli spaziali aveva trascorso 665 giorni nello spazio, detenendo il record di maggior tempo nello spazio per una donna. Dopo aver lasciato la NASA nel 2018, ha iniziato a lavorare come Direttore del volo spaziale umano per Axiom Space.
Il 21 maggio 2023 è partita a bordo del veicolo Crew Dragon Freedom come comandante della missione spaziale Axiom Mission 2, facendo ritorno il 31 maggio dopo 10 giorni di missione.

## Biografia

### Istruzione e carriera accademica
Nel 1981 conseguì un bachelor of science in biologia e chimica presso il Iowa Wesleyan College e nel 1985 un dottorato in biochimica presso l'Università Rice di Houston. Dopo il dottorato lavorò per un anno all'Università Rice come Robert A. Welch Postdoctoral Fellow. Nell'ottobre del 1986 iniziò a lavorare al Johnson Space Center (JSC) della NASA come ricercatrice associata del National Research Council. Due anni dopo Whitson ricoprì per un anno il ruolo di supervisore per il Gruppo di ricerca biochimica presso la KRUG International, un appaltatore di esperimenti medici presso la NASA-JSC. Tra il 1989 e il 1993 lavorò come ricercatrice biochimica nel dipartimento delle Operazioni e ricerche biomediche presso il JSC della NASA, ricoprendo il ruolo di Technical Monitor (1991-1993), Payload Element Developer per l'esperimento Bone Cell Research (E10) a bordo di Spacelab-J (STS-47) (1991-1992) e membro del Gruppo congiunto US-USSR di biologia e medicina spaziale. Venne poi nominata scienziata di progetto del programma Shuttle-Mir, carica che ricoprì fino al 1995. Dal 1993 al 1996, Whitson ricoprì l'ulteriore ruolo di Vice capo della divisione Scienze mediche del JSC. Dal 1995 al 1996 fu co-presidente del Gruppo di lavoro delle missioni scientifiche US-Russia. Dal 1991 al 1997 Whitson fu Assistente professore aggiunto presso il dipartimento di medicina interna e il dipartimento di chimica e genetica biologica umana dell'Università del Texas e il Laboratorio Maybee per l'ingegneria biochimica e genetica presso l'Università Rice.

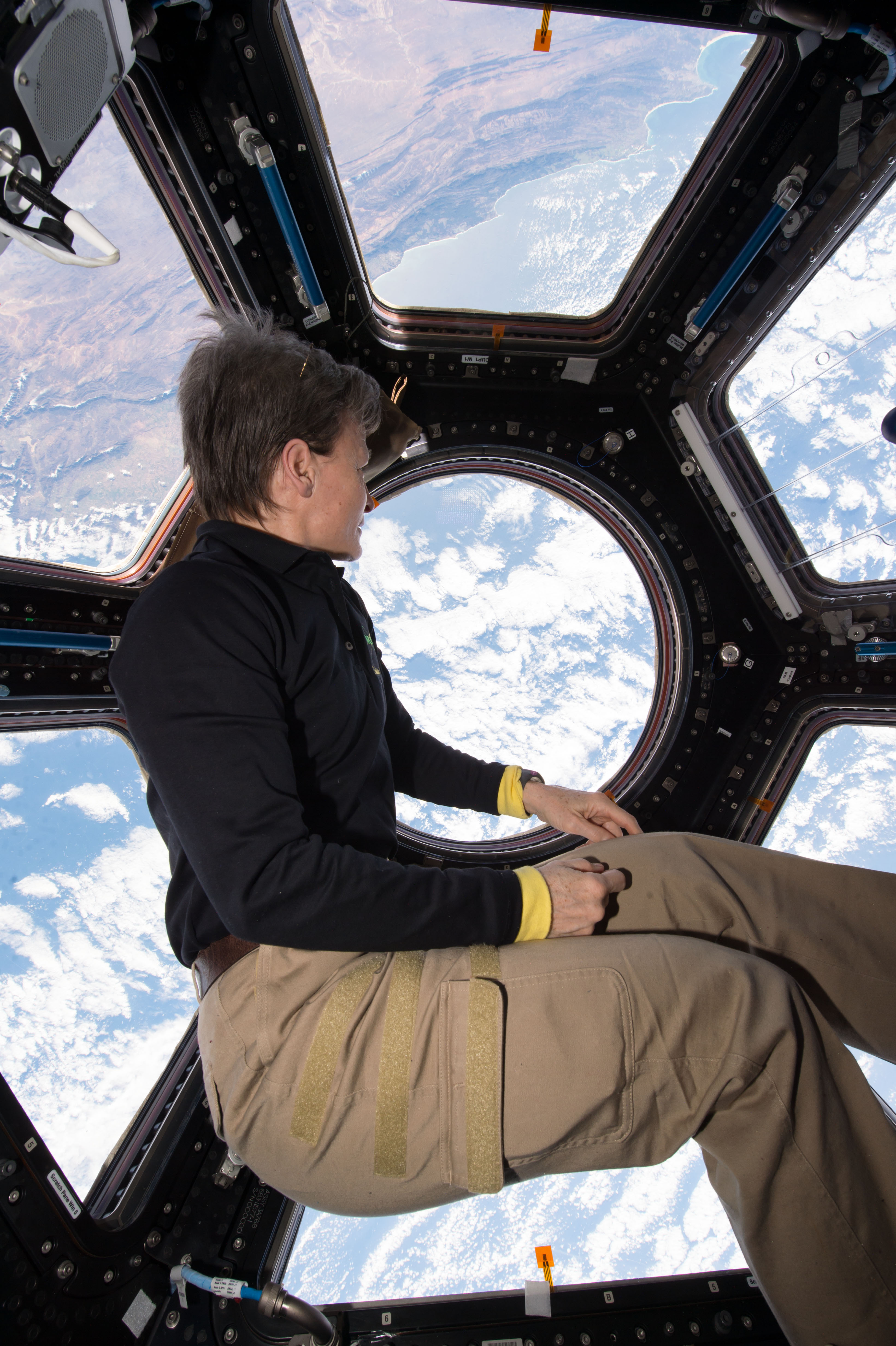
Whitson nella Cupola

### Carriera alla NASA
Nell'aprile 1996 venne selezionata come astronauta del Gruppo 16 della NASA, iniziando l'addestramento di base nell'agosto dello stesso anno. Dopo aver completato l'addestramento nell'estate del 1998 venne qualificata ufficialmente come astronauta ricevendo la spilla argentata di astronauta. Venne poi assegnata al dipartimento delle Operazioni di pianificazione dell'Ufficio astronauti del JSC, dove servì come capo della squadra di supporto per gli addestramenti degli equipaggi in Russia dal 1998 al 1999. Dal novembre 2003 al marzo 2005 fu Vice capo dell'Ufficio astronauti, sotto il comando di Kent Rominger. Nel giugno del 2003 servì come comandante della missione analoga sottomarina NEEMO 5, durante la quale trascorse due settimane a bordo del laboratorio Aquarius situato nel fondale marino di Key Largo, in Florida. Dal marzo 2005 al novembre 2005 ricoprì il ruolo di Capo del dipartimento delle Operazioni della ISS dell'Ufficio astronauti. Whitson fu un membro della Commissione per la selezione degli astronauti NASA del 2004 e il presidente della Commissione per la selezione degli astronauti nel 2009.
Da ottobre 2009 a luglio 2012 assunse l'incarico di Capo dell'Ufficio astronauti, durante il quale fu responsabile degli addestramenti degli equipaggi in preparazione per le missioni spaziali e a supporto degli equipaggi in orbita (ISS e Shuttle); fu la prima donna Capo non militare dell'Ufficio astronauti. È stata anche responsabile del gruppo che lavorava all'interfaccia dell'equipaggio per i futuri lanci di veicoli spaziali commerciali. Il 15 giugno 2018 Whitson lasciò la NASA dopo 22 anni di servizio all'Agenzia.

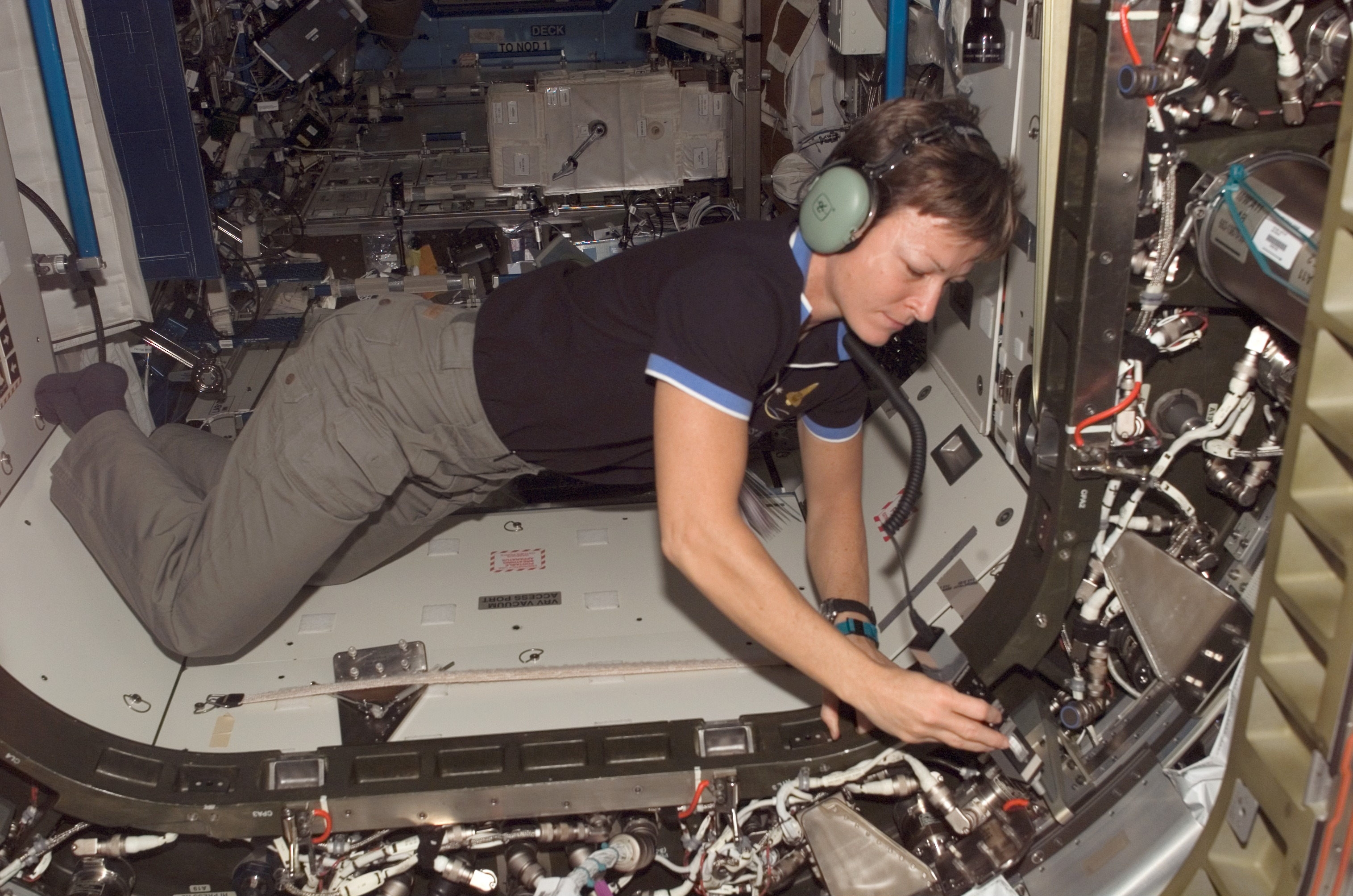
Whitson svolge manutenzione del vestibolo tra il modulo Harmony e il modulo Destiny della ISS

#### STS-111 / STS-113 (Expedition 5)
Partì per la sua prima missione spaziale il 5 giugno 2002, a bordo dello Shuttle per l'STS-111, per prendere parte alla missione di lunga durata Expedition 5 sulla Stazione spaziale internazionale. Durante il periodo in orbita, Whitson svolse 21 esperimenti scientifici come Responsabile scientifico della NASA, installò all'esterno della Stazione il Mobile Base System, i segmenti S1 e P1 del Integrated Truss Structure con l'utilizzo del Canadarm2 e all'interno il Microgravity Sciences Glovebox, una struttura chiusa usata per svolgere esperimenti senza rischiare di disperdere sulla ISS elementi pericolosi. Inoltre effettuò un'attività extraveicolare all'esterno del Segmento russo con una tuta Orlan per installare una schermatura anti-detriti nel modulo Zvezda. Dopo 184 giorni di missione, il 7 dicembre 2002 i tre membri dell'Expedition 5 fecero ritorno sulla Terra a bordo della STS-113.

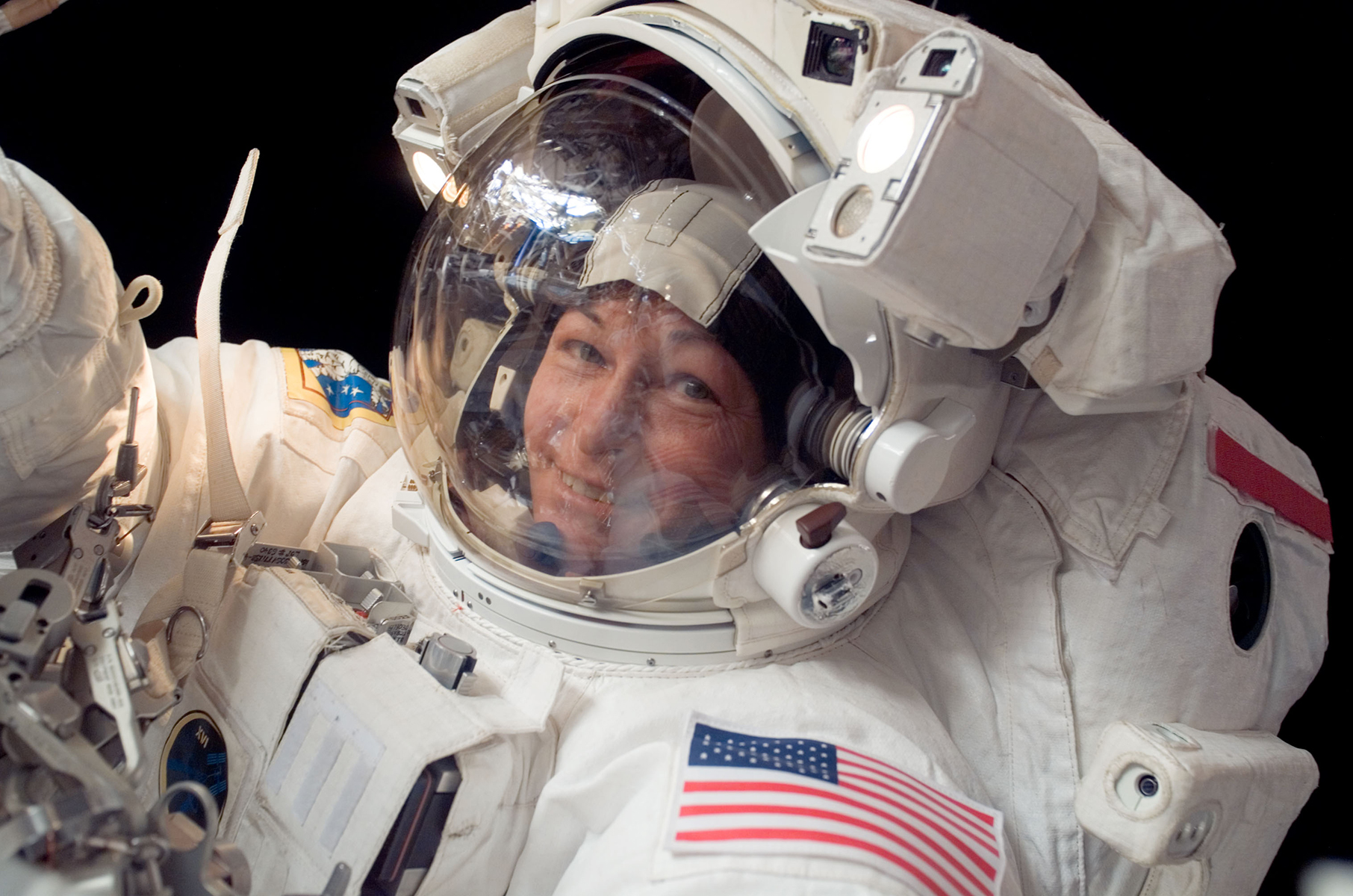
Whitson durante un'attività extraveicolare con la tuta EMU

#### Sojuz TMA-11 (Expedition 16)

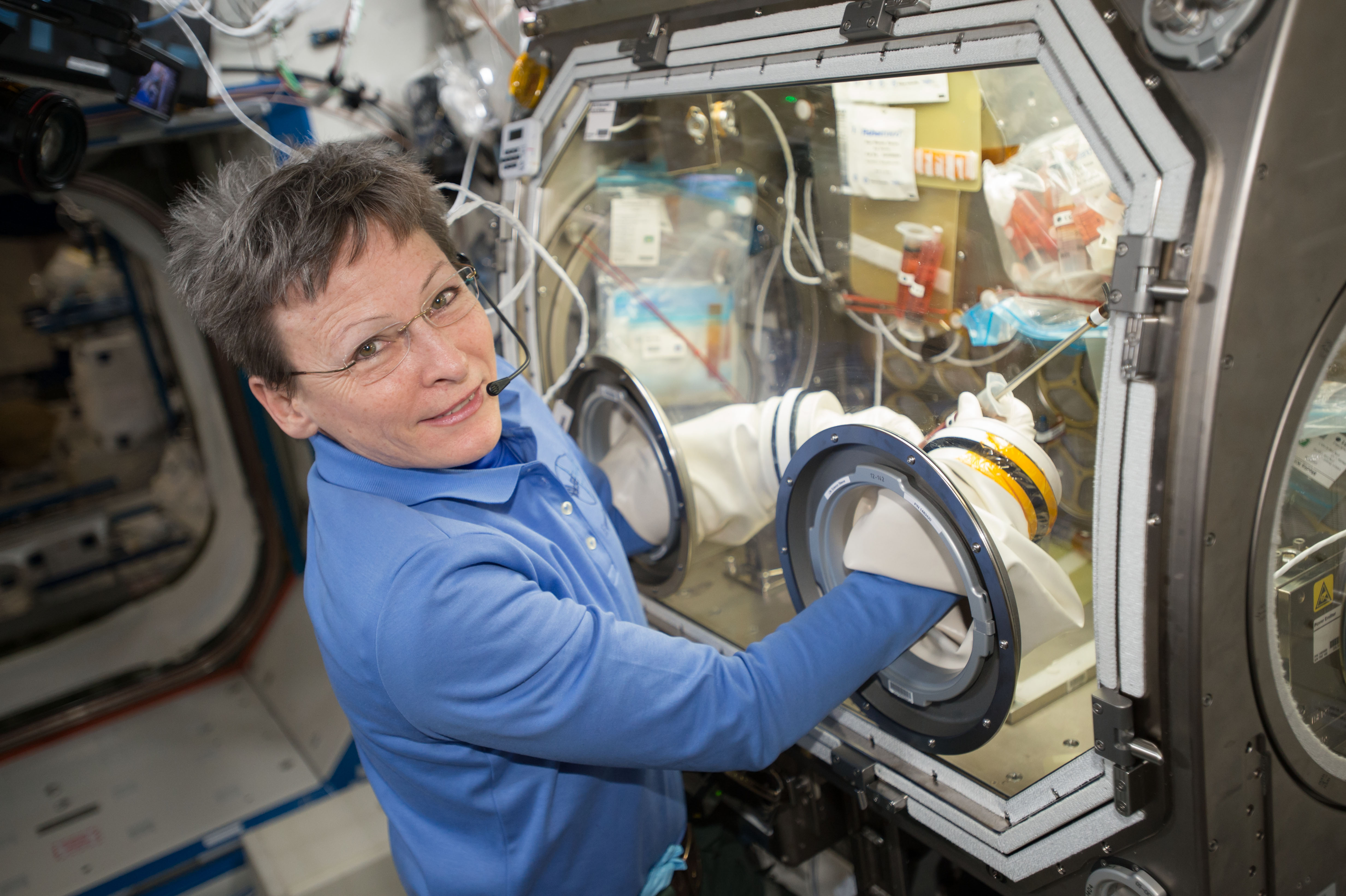
Whitson lavora al Microgravity Science Glovebox

Tornò nello spazio il 10 ottobre 2007 a bordo del veicolo Sojuz TMA-11 insieme al comandante Jurij Malenčenko, attraccando alla Stazione Spaziale Internazionale due giorni dopo. Durante la missione sulla ISS l'equipaggio era composto da tre membri; il ruolo di terzo membro venne assunto da diversi astronauti nel corso della missione: Clayton Anderson, Daniel Tani, Léopold Eyharts e Garrett Reisman. Il 19 ottobre 2007 assunse il comando dalla Stazione spaziale internazionale, divenendo la prima comandante donna della ISS. Durante la missione attraccarono tre veicoli Shuttle che installarono i moduli Harmony, Columbus e Kibo, e un elemento del Canadarm2, Dextre. Whitson svolse cinque attività extraveicolari con la tuta EMU, una con Malenčenko e quattro con Tani, per installare nuovi elementi e manutenere la ISS. Whitson a bordo della Sojuz TMA-11 lasciò la Stazione 19 aprile 2008 per far ritorno sulla terra. Un paio di ore dopo, poco prima dell'entrata in atmosfera, il modulo di servizio non si separò dal modulo di rientro come pianificato a causa di un bullone esplosivo difettoso. In caso di situazioni anomale durante il rientro, è previsto che il veicolo Sojuz passi alla modalità di rientro balistico; questo tipo di rientro segue un percorso di entrata in atmosfera più ripido rispetto a quello della modalità nominale e aumenta di conseguenza le sollecitazioni in termini di accelerazioni che l'equipaggio deve sopportare (8g contro i 4g della modalità nominale). L'utilizzo di questa modalità fece atterrare la Sojuz a 428 km dal punto di atterraggio previsto.

#### Sojuz MS-03 / Sojuz MS-04 (Expedition 50/51/52)
Il 17 novembre 2016 venne lanciata a bordo della Sojuz MS-03 con il comandante Oleg Novickij e Thomas Pesquet dal Cosmodromo di Bajkonur per prendere parte alla missione di lunga durata Expedition 50/51. Durante la missione eseguì centinaia di esperimenti di biologia, biotecnologia, scienze fisiche e scienze della Terra, supervisionò l'arrivo e la partenza dei veicoli spaziali di rifornimento e svolse sei attività extraveicolari, accumulando 60 ore all'esterno della ISS.  Whitson ha partecipato a quattro passeggiate spaziali, portando il suo totale durante l'intera carriera a dieci, superando il record precedentemente detenuto da Sunita Williams per numero di attività extra veicolari (EVA) e tempo totale di permanenza al di fuori della Stazione Spaziale Internazionale (ISS) per una donna: 10 EVA e 60h e 21min totali. Ad aprile 2017, a causa della presenza di soli due membri sulla Sojuz MS-04 per decisione di Roscosmos di ridurre i propri cosmonauti a bordo della ISS, la sua permanenza a bordo venne estesa di tre mesi (Expedition 52). Pochi giorni dopo assunse il comando della ISS per la seconda volta; divenne la prima astronauta donna a ricoprire il ruolo per più di una volta. Fece ritorno sulla Terra il 3 settembre 2017 a bordo della Sojuz MS-04 con Fëdor Jurčichin e Jack Fischer. Alla conclusione della sua terza missione spaziale Whitson aveva accumulato 665 giorni in orbita diventando la statunitense con più tempo nello spazio.

### Carriera alla Axiom Space
Dopo essersi ritirata dalla NASA ha iniziato a lavorare per Axiom Space come Direttore del volo spaziale umano e astronauta. Per la missione Axiom Mission 1 assunse il ruolo di comandante di riserva.

#### Axiom Mission 2
È partita per la sua quarta missione il 21 maggio 2023 come comandante della missione turistica Axiom Mission 2 e del veicolo SpaceX Crew Dragon Freedom verso la Stazione spaziale internazionale.

## Galleria d'immagini

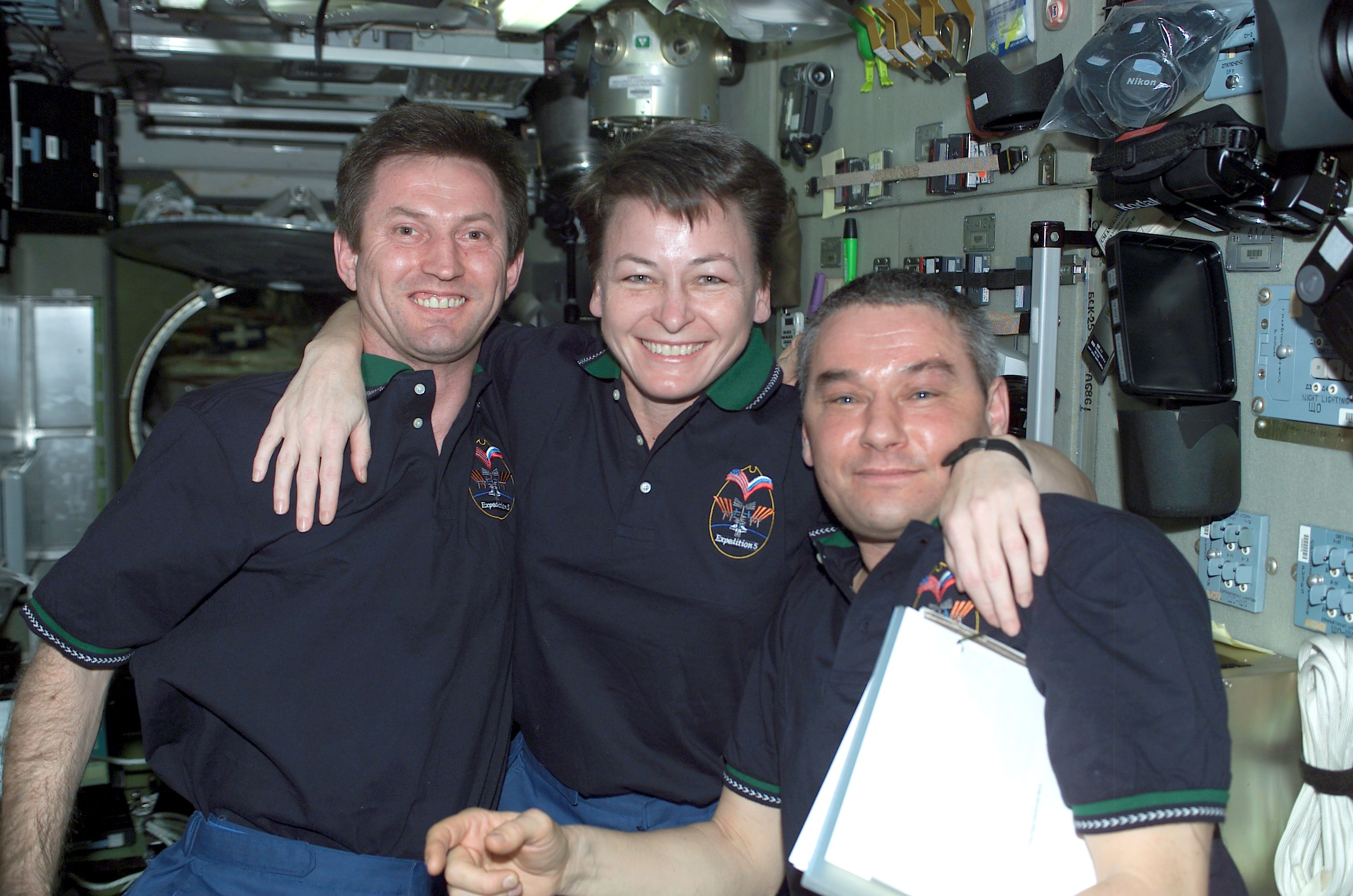
Whitson (centro) con Sergej Treščëv (sinistra) e Valerij Korzun durante l'Expedition 5
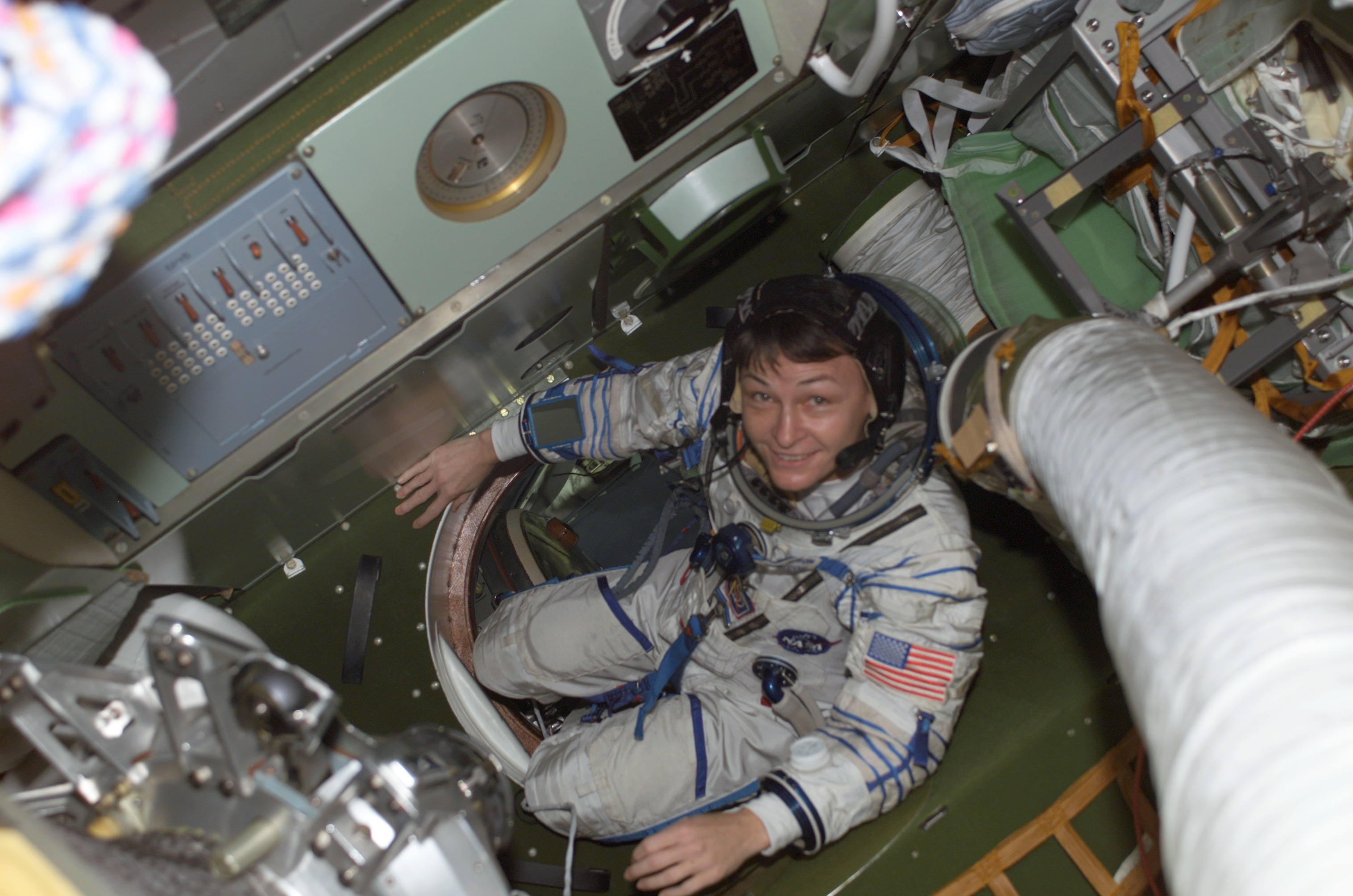
Whitson con la tuta Sokol nel modulo abitativo della Sojuz TM-34
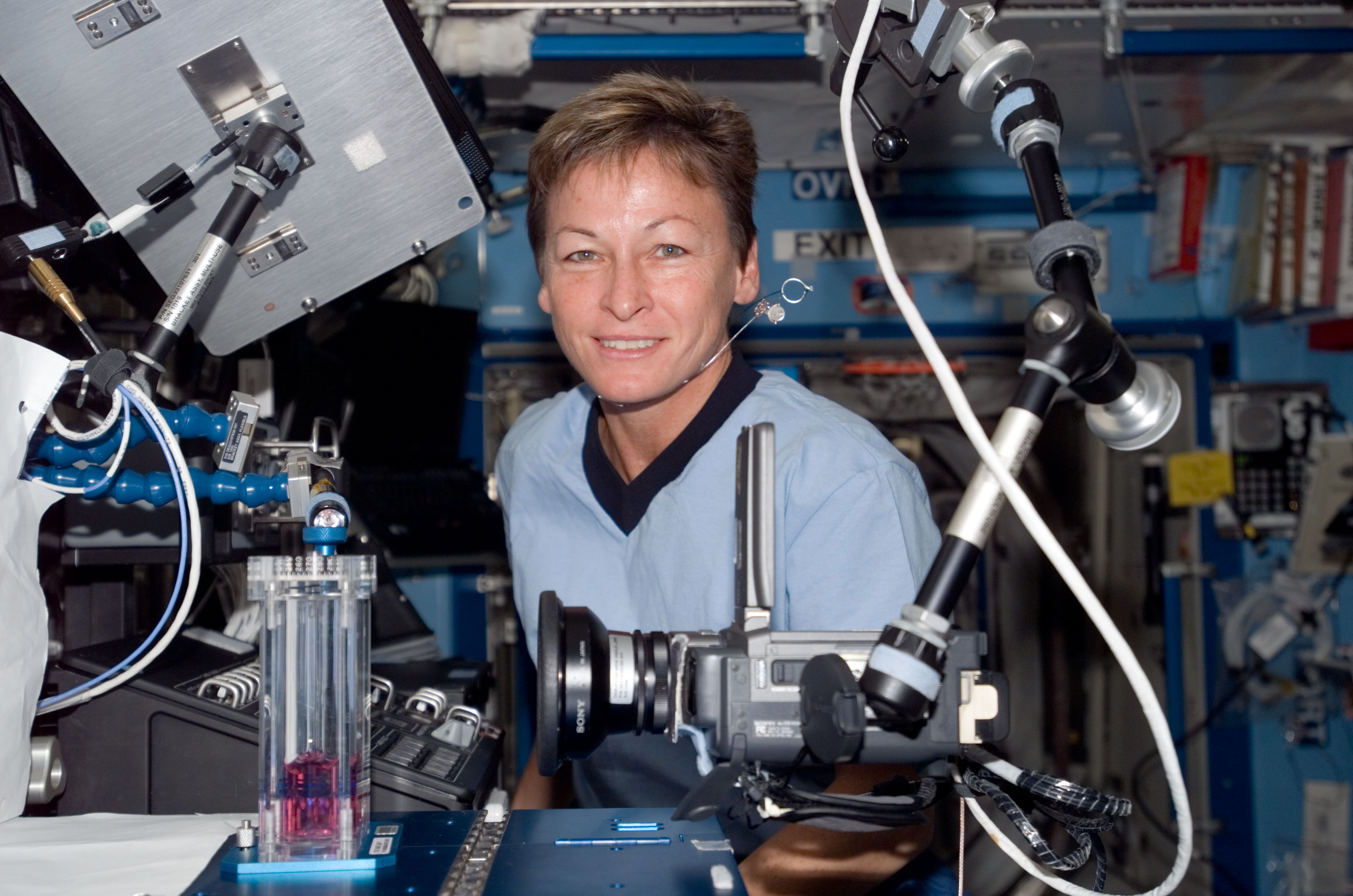
Whitson a bordo della ISS nel 2007
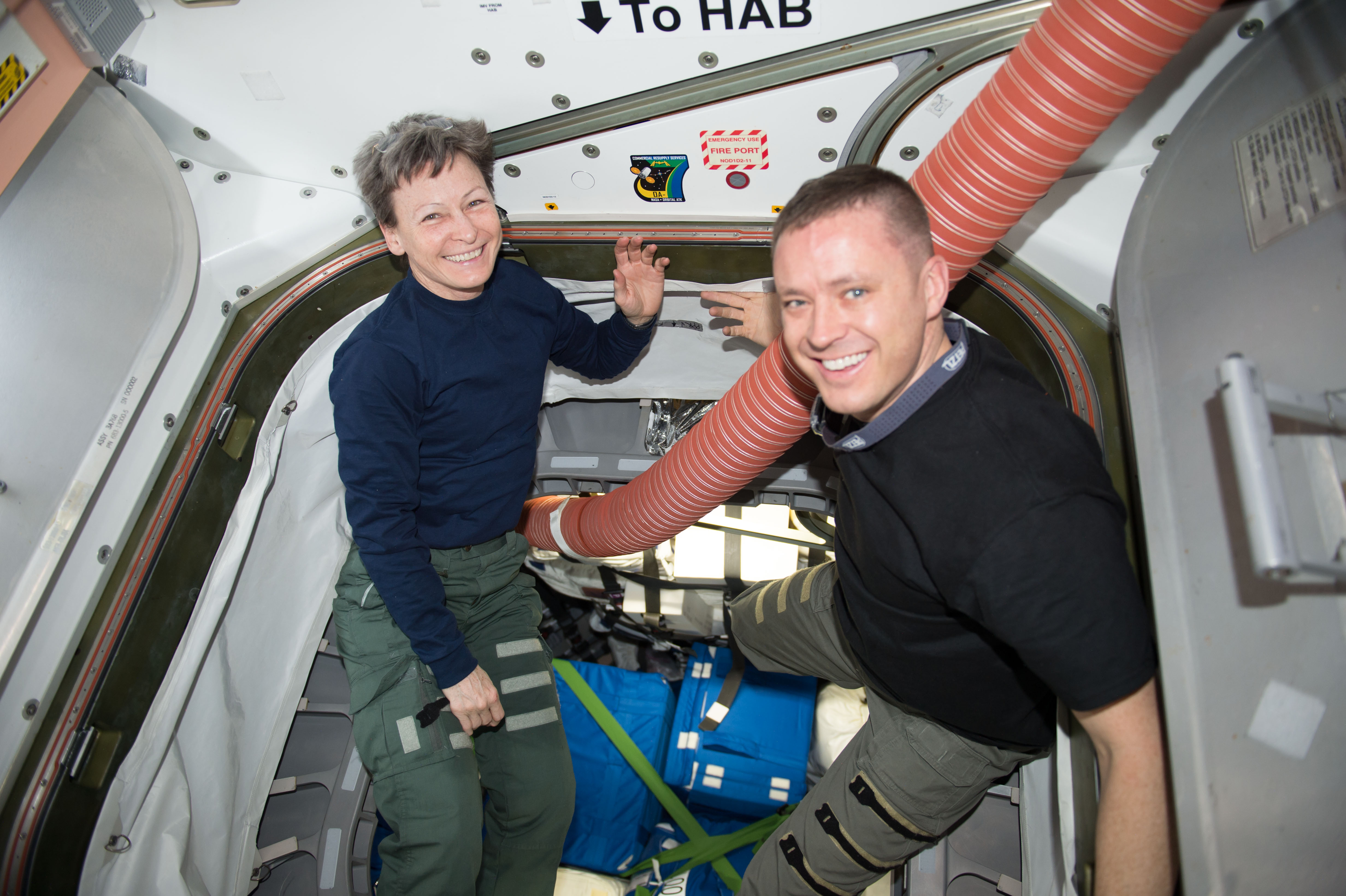
Whitson e Fischer all'entrata di un veicolo cargo agganciato alla ISS
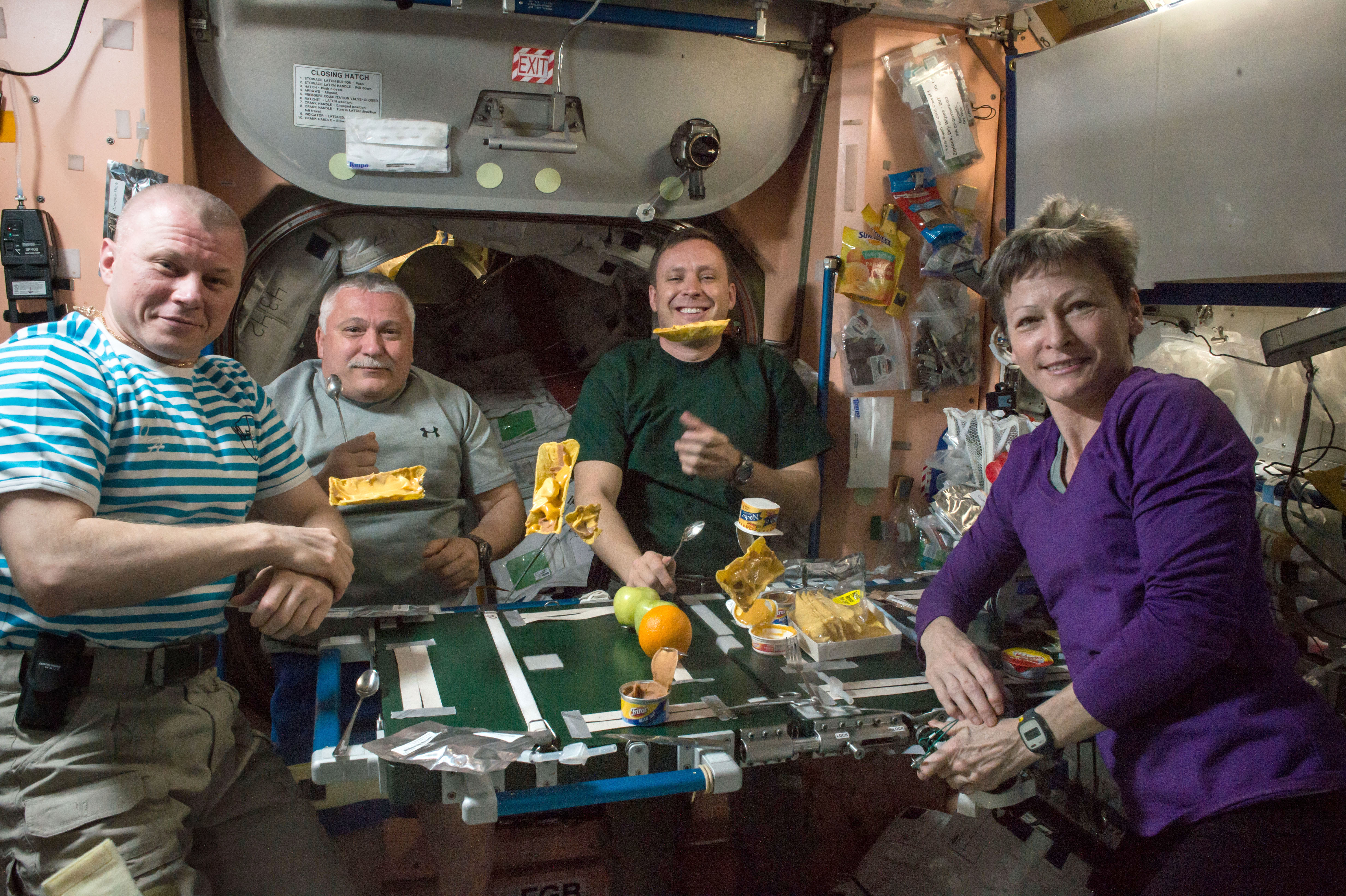
I membri dell'Expedition 51 cenano insieme. Da sx: Novickij, Fëdor Nikolaevič Jurčichin, Jack Fischer e Whitson. Thomas Pesquet è fuori dall'inquadratura.
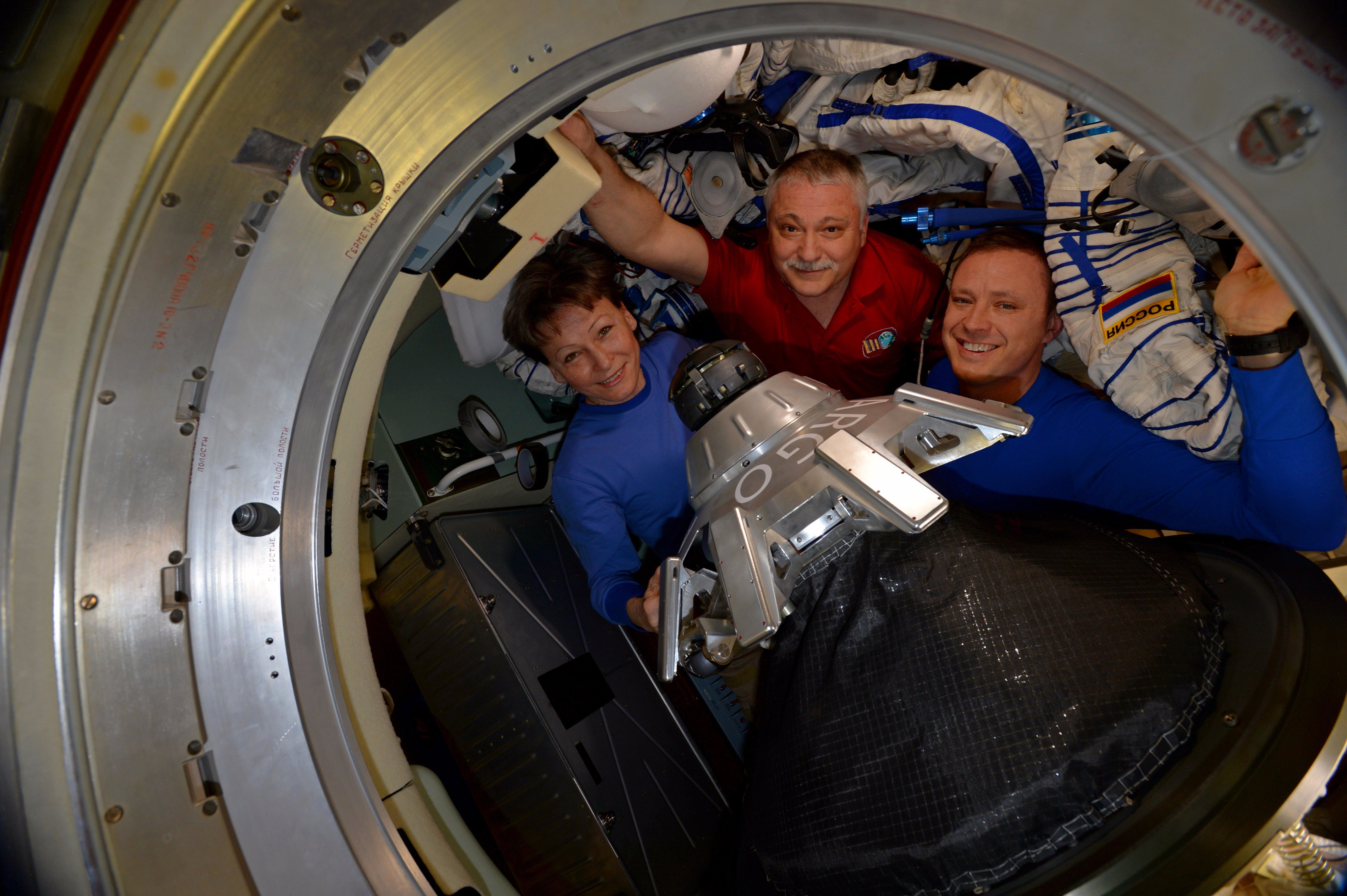
I membri della Sojuz MS-04 poco prima di chiudere il portello della Sojuz e ritornare sulla Terra